# Marsz Jassy-Don
Marsz Jassy-Don (ros. Поход Яссы-Дон), zwany też Marszem Drozdowskim lub Rumuńskim – przemarsz ochotniczych oddziałów rosyjskich z Jass nad Don do formującej się Armii Ochotniczej na początku 1918 r.
Po przybyciu nad Don do Nowoczerkaska gen. Michaił Aleksiejew nawiązał kontakt ze sztabem Frontu Rumuńskiego w Jassach. Pojawił się wówczas plan sformowania korpusu rosyjskich ochotników, którzy przemaszerowaliby nad Don w celu połączenia się z tworzoną Armią Ochotniczą. W tej sytuacji na początku listopada 1917 r. utworzona została w Jassach organizacja antybolszewicka, grupująca oficerów i żołnierzy Frontu Rumuńskiego. W grudniu członkowie organizacji uniemożliwili wybuch powstania probolszewickiego w mieście, rozstrzeliwując 8 grudnia jego przywódcę Siemiona Roszala.
15 grudnia 9 oficerów 61 Brygady Artylerii zamierzających wyjechać nad Don, na czele z kpt. Niłowem, skontaktowało się z kpt. Fiedorowem i płkiem Dawydowem ze sztabu Frontu, którzy zgodzili się na utworzenie oddziału ochotniczego. Jego dowódcą wybrano płka Michaiła Drozdowskiego, dowodzącego wcześniej 14 Dywizją Piechoty. Następnego dnia oddział otrzymał nazwę 1 Samodzielnej Brygady Rosyjskich Ochotników. W ramach Brygady płk Drozdowski utworzył ponadto tajną organizację monarchistyczną, do której przyjmował wybranych przez siebie zaufanych oficerów. 24 grudnia zostało utworzone biuro werbunkowe Brygady. Drozdowski wysłał swoich przedstawicieli do Odessy, Kijowa i innych większych miast Ukrainy. Jednocześnie prowadzono zbiórkę uzbrojenia od zrewolucjonizowanych oddziałów Frontu.
Zamierzano także sformować 2 Brygadę w Kiszyniowie i 3 Brygadę w Bołgradzie. Jednakże dowódca Frontu Rumuńskiego, gen. Dmitrij Szczerbaczow, wstrzymał się z wydaniem rozkazu umożliwiającemu żołnierzom przyjazd do Jass. W tej sytuacji wielu oficerów wraz ze swymi podkomendnymi samowolnie przybywało do miasta (np. płk Michaił Żebrak-Rustanowicz, dowódca 2 Bałtyckiego Pułku Morskiego z Izmaiła).
Pierwszym oddziałem sformowanym w ramach 1 Brygady Rosyjskich Ochotników była konno-górska bateria artylerii kpt. Kołzakowa, a następnie oddział karabinów maszynowych, 1 kompania ppłka Rummielia, 2 kompania kpt. Andrijewskiego i lekka baterii artylerii płka Połzikowa. Wkrótce sformowano szwadron kawalerii sztabsrotmistrza Anikiejewa, pluton haubic ppłka Miedwiediewa i oddział samochodów pancernych.
Po utracie Rostowa nad Donem, zdobytego przez wojska bolszewickie, łączność z Armią Ochotniczą uległa zerwaniu. W związku z tym gen. Szczerbaczow, obawiając się zbyt dużego ryzyka, wydał rozkaz o rozwiązaniu oddziałów ochotniczych. Tak postąpiono z formującą się w Kiszyniowie 2 Brygadą gen. Juliana Białozora (ok. 800-1000 ludzi). W tej sytuacji płk Drozdowski na czele 1 Brygady, zagrożonej dodatkowo przez wojska rumuńskie, chcące ją rozbroić, 26 lutego 1918 r. wyruszył nad Don. Dołączyło do niego ok. 60 żołnierzy z 2 Brygady i niewielka grupa konnych saperów z 3 Brygady. Wszystkie oddziały ześrodkowały się 4 marca w Dubosarach na lewym brzegu Dniestru. 1 Brygada składała się z mieszanego pułku strzeleckiego gen. Siemionowa, dywizjonu konnego sztabsrotmistrza Gajewskiego, konno-górskiej baterii artylerii kpt. Kołzakowa, lekkiej baterii artylerii płka Połzikowa, plutonu haubic ppłka Miedwiediewa, oddziału samochodów pancernych kpt. Kowalewskiego – „Wierny” (ros. Верный) i „Ochotnik” (ros. Доброволец) – pododdziału łączności, pododdziału technicznego, kolumny samochodowej kpt. Lisickiego, polowego lazaretu oraz taboru. Funkcję szefa sztabu pełnił płk Michaił Wojnałowicz, jego zastępcy – ppłk Lesli, naczelnika artylerii – gen. Nikołaj Niewiadowski. Brygada liczyła 1050 ludzi, w tym 667 (2/3) było oficerami.
7 marca wyruszyła z Dusobar. 15 marca przeprawiła się przez rzekę Boh w rejonie Aleksandrowki, zaś 28 marca przez Dniepr pod Bierisławlem. Po drodze dołączały do niej różne grupy żołnierzy i oficerów. Z Melitopola, dokąd dotarła 3 kwietnia, przybyło 70 ludzi, z Berdiańska – 70-75, Taganroga – 50. W Odessie zgromadziła się duża liczba oficerów, ale z powodu fałszywej informacji o zniszczeniu 1 Brygady została w mieście.
Marsz odbył się z niewielkimi starciami ze zrewolucjonizowanymi lub bolszewickimi oddziałami wojskowymi. Wysłano też kilka ekspedycji przeciwko grabiącym okoliczne wsie bandytom. Brygada 21 kwietnia 1918 r. podeszła pod Rostów nad Donem. W nocy dywizjon konny wraz z lekką baterią artylerii i samochodem pancernym pod dowództwem płka Wojnałowicza przerwały pozycje obronne bolszewickiego garnizonu i dotarły do miasta. Nastąpił kontratak, który został powstrzymany ogniem artylerii. Zginął jednak płk Wojnałowicz. W tej sytuacji oddziały bolszewickie wycofały się z Rostowa w kierunku Nachiczewania.
Wygrana wprowadziła zbytnie rozprężenie wśród żołnierzy Brygady – nie rozstawiono także patroli. Nieoczekiwanie pod Rostów dojechał bolszewicki pociąg pancerny, otwierając ogień ze swoich dział. Pod jego przykryciem nadjechały pociągi z oddziałami bolszewickimi, które zaatakowały miasto. Ich przewaga liczebna była tak znaczna, że Brygada z dużymi stratami musiała wycofać się w kierunku Taganroga. Walka o Rostów związała duże siły bolszewickie, co pozwoliło Południowej Grupie Armii Dońskiej zdobyć Nowoczerkask. Bolszewicy zebrali jednak swoje wojska, po czym rozpoczęli kontrnatarcie, podchodząc pod miasto. W krytycznym momencie pojawiły się oddziały płka Drozdowskiego, które wsparły Kozaków dońskich. Wojska bolszewickie zostały rozbite. Do dowódcy Armii Ochotniczej, gen. Antona Denikina, został wysłany telegram informujący o gotowości podporządkowania się jego rozkazom. W Nowoczerkasku dołączyło tak wielu ochotników, że Brygada osiągnęła liczebność ok. 3 tys. żołnierzy. Rozkazem gen. Denikina z 25 maja weszła ona w skład Armii Ochotniczej. W wyniku reorganizacji Armii Ochotniczej w czerwcu Brygada została przekształcona w 3-brygadową dywizję piechoty.